# Neobisium cristatum
Espèce
Neobisium cristatum est une espèce de pseudoscorpions de la famille des Neobisiidae.

## Distribution
Cette espèce est endémique de Navarre en Espagne. Elle se rencontre vers Orbaizeta.

## Description
Neobisium cristatum mesure de 1,8 à 2 mm.

## Publication originale
- Beier, 1959 : Ergänzungen zur iberischen Pseudoscorpioniden-Fauna. Eos, vol. 35, p. 113-131 (texte intégral).